# 대한민국 민법 제1035조
대한민국 민법 제1035조는 변제기전의 채무등의 변제에 관한 대한민국 민법총칙이다.

## 조문
제1035조 (변제기전의 채무등의 변제)①한정승인자는 변제기에 이르지 아니한 채권에 대하여도 전조의 규정에 의하여 변제하여야 한다.
②조건있는 채권이나 존속기간의 불확정한 채권은 법원의 선임한 감정인의 평가에 의하여 변제하여야 한다.